# Chris Newman
Chris Newman (* 19. Oktober 1958 in London; eigentlich Christopher Newman) ist ein in Berlin lebender britischer Komponist, Maler, Autor und Performancekünstler.

## Leben und Werk
Chris Newman ist ein experimenteller Grenzgänger zwischen den Sparten Musik, Malerei, Video, Zeichnung und Literatur. Er studierte von 1976 bis 1979 am King’s College in London und schloss sein Studium mit dem Bachelor of Music ab. Während dieser Zeit traf er den russischen Dichter Eugene Dubnov und begann russische Gedichte (Ossip Mandelstam, Welimir Chlebnikow) ins Englische zu übersetzen – der Übersetzungsvorgang von einem Medium ins andere sollte für seine weitere Arbeit bestimmend werden. Seit 1979 entstehen eigene Gedichte. 1980 zog Newman nach Köln, um an der Hochschule für Musik Köln bei Mauricio Kagel zu studieren. 1982 trat er erstmals öffentlich mit eigenen Liedern auf. 1983 gründete er die Rockgruppe Janet Smith und ein Ensemble, zu dem Michael Riessler und Manos Tsangaris gehörten (Plattenaufnahme im Theater am Turm, Frankfurt). 1984 traf er Morton Feldman. Es kam zu Performances und Videofilmen (Institute of Contemporary Arts, London; Kölnischer Kunstverein; Cooper Union, New York). 1985 bis 1987 realisierte er performanceartige Rock-Videos, später gemeinsame Auftritte und Ausstellungen mit Al Hansen und Emmett Williams sowie Aufnahmen mit Helmut Zerlett.
1989 begann Chris Newman zu malen, in der Folge entstehen seit 1994 Installationen, die zwei verschiedene Medien kombinieren (Installierte Konzerte / Live-Installationen); in jüngster Zeit präsentiert er seine Gemälde verstärkt skulptural und installativ, zerschneidet die Leinwände und näht sie versetzt zusammen.  Seit Anfang der achtziger Jahre komponiert Newman Konzerte und Musikperformances für Festivals und Radioproduktionen sowie orchestrale Auftragswerke. Sie waren u. a. im Kunstverein für die Rheinlande und Westfalen, Düsseldorf (1994), in der Nationalgalerie im Hamburger Bahnhof, Berlin, (1999) im Diözesan-Museum, Köln, bei den Donaueschinger Musiktagen, Limelight Kortrjk, im Musée d’Art Moderne, Strasburg, Arp-Museum Rolandseck und im Goethe-Institut Budapest zu hören und zu sehen. Seine Gemälde und Zeichnungen sind vertreten im Museum Kolumba, Köln, im Neuen Museum, Nürnberg, oder im Neuen Museum Weserburg, Bremen. Newman veröffentlichte zahlreiche Bücher mit Lyrik und Prosa und einige CDs. Nach einer Anfangsphase in Köln lebte er in Paris, London, wieder Köln und jetzt in Berlin. 2001/2002 lehrte er als Professor an der Kunstakademie Stuttgart. Als Komponist schrieb Newman Lieder, Chorwerke, Sonaten, Klavierstücke, sieben Sinfonien und zwei Klavierkonzerte, von denen das jüngste, Piano concerto No. 2 – Part 2, auf den Donaueschinger Musiktagen 2006 uraufgeführt wurde.

## Publikationen
- Life Is Left: Poems 2017-2018. Berlin 2018, ISBN 978-3-00-059299-7.
- In Memory of the Living and the Dead / In Erinnerung an die Lebenden und die Toten 2014
- Itself with It 2012, ISBN 978-3-89770-421-3.
- Drawing strings & writing thing. Hrsg. Gerhard Theewen. Köln 2006, ISBN 3-89770-257-6.
- Godded. Hrsg. Reiner Speck und Gerhard Theewen. Köln 2004, ISBN 3-932189-44-2.
- Gespenster von Ibsen. Textbuch anlässlich der Aufführung am 28. November 1996 im Hamburger Bahnhof, Museum für Gegenwart, Berlin. Köln 2002, ISBN 3-89770-163-4.
- The 90's and Notebooks. Köln 1999, ISBN 3-89770-082-4.
- Recent Painting Mates. Ausstellungs-Katalog Galerie Olaf Stüber, Berlin 1999.
- Me in a No-Time State. Ausstellungs-Katalog Erzbischöfliches Diözesan-Museum Köln, 1996.
- Norbert Prangenberg Zeichnungen / Chris Newman poems. Köln 1995, ISBN 3-928989-07-3.
- Integrated Blake Phrase Paintings. Ausstellungs-Katalog Galerie Poller, Frankfurt am Main 1995, ISBN 3-9802858-2-0.
- It with Itself. Ausstellungs-Katalog. Kunstverein für die Rheinlande und Westfalen, Düsseldorf 1994.
- Eugene Dubnov. Poems/Gedichte 1979–1990. Köln 1993, ISBN 3-9803151-1-8.
- mit Norbert Prangenberg: Paintings. Ausstellungs-Katalog Galerie Poller, Frankfurt am Main 1991, ISBN 3-9802858-0-4.